# Bistum Ourense
Das Bistum Ourense (lateinisch Dioecesis Auriensis; galicisch Diocese de Ourense; spanisch Diócesis de Orense) ist eine in Spanien gelegene römisch-katholische Diözese mit Sitz in Ourense.

## Geschichte
Das Bistum Ourense wurde im 5. Jahrhundert errichtet. Das Bistum Ourense wurde am 27. Februar 1120 dem Erzbistum Santiago de Compostela als Suffraganbistum unterstellt.